# Kepler-30
Kepler-30 — звезда в созвездии Лиры. Находится на расстоянии около 4566 световых лет от Солнца. Вокруг звезды обращаются как минимум три планеты.

## Характеристики
Kepler-30 — солнцеподобная звезда главной последовательности 15,4 видимой звёздной величины. Её масса и радиус практически идентичны солнечным. Температура поверхности составляет приблизительно 5498 кельвинов. Kepler-30 вдвое моложе Солнца — её возраст составляет 2 миллиарда лет, поэтому звезда отличается высоким уровнем активности. На её диске встречаются пятна, аналогичные солнечным, но гораздо большей площади, период вращения звезды оценивается в 16 ± 0,4 земных суток. Наличие пятен приводит к квазипериодическим вариациям блеска звезды амплитудой около 1,5%.

## Планетная система
В 2012 году группой астрономов, работающих с данными, полученными орбитальным телескопом «Кеплер» было объявлено об открытии сразу трёх планет в системе. Все они представляют собой газовые гиганты — планеты с обширной атмосферой и горячим ядром, не имеющие твёрдой поверхности.
Самая внутренняя планета Kepler-30 b находится очень близко к родительской звезде, на расстоянии всего 0,18 а.е., период обращения планеты вокруг звезды составляет около 29 суток. По массе и размерам она сходна с Нептуном, но в отличие от него, эффективная температура её очень высока.
Планета Kepler-30 c по размеру на 10 % больше Юпитера и примерно вдвое массивнее его. Она обращается от родительской звезды на расстоянии 0,3 а.е., — и поэтому её атмосфера тоже сильно разогрета. Планеты Kepler-30 b и Kepler-30 c находятся во взаимном орбитальном резонансе 2:1.
Третья планета Kepler-30 d немного превосходит по массе Нептун, а по размеру близка к Сатурну. В результате средняя плотность планеты оказывается очень низкой — 0,19 г/см³. Полный оборот вокруг звезды Kepler-30 d совершает за 143 суток.
Все три спутника в этой планетной системе и сама звезда Кеплер-30 вращаются в одной плоскости. Наклон оси вращения звезды — 4±10°, наклоны же орбит планет не превышают двух градусов. Этим система Кеплер-30 напоминает Солнечную систему.